# Gniewkowo
Pour les articles homonymes, voir Gniewkowo (homonymie).
Gniewkowo (en allemand Argenau) est une ville de Pologne. Elle fait partie du Powiat d'Inowrocław (powiat inowrocławski) qui se trouve dans la voïvodie de Couïavie-Poméranie. Elle est le chef-lieu d’une commune (gmina) du même nom.

## Situation géographique
Gniewkowo est situé sur la route 52, à 15 km au nord-est d’Inowrocław et à 23 km au sud-ouest de Toruń, au sud de la grande forêt de Bydgoszcz.

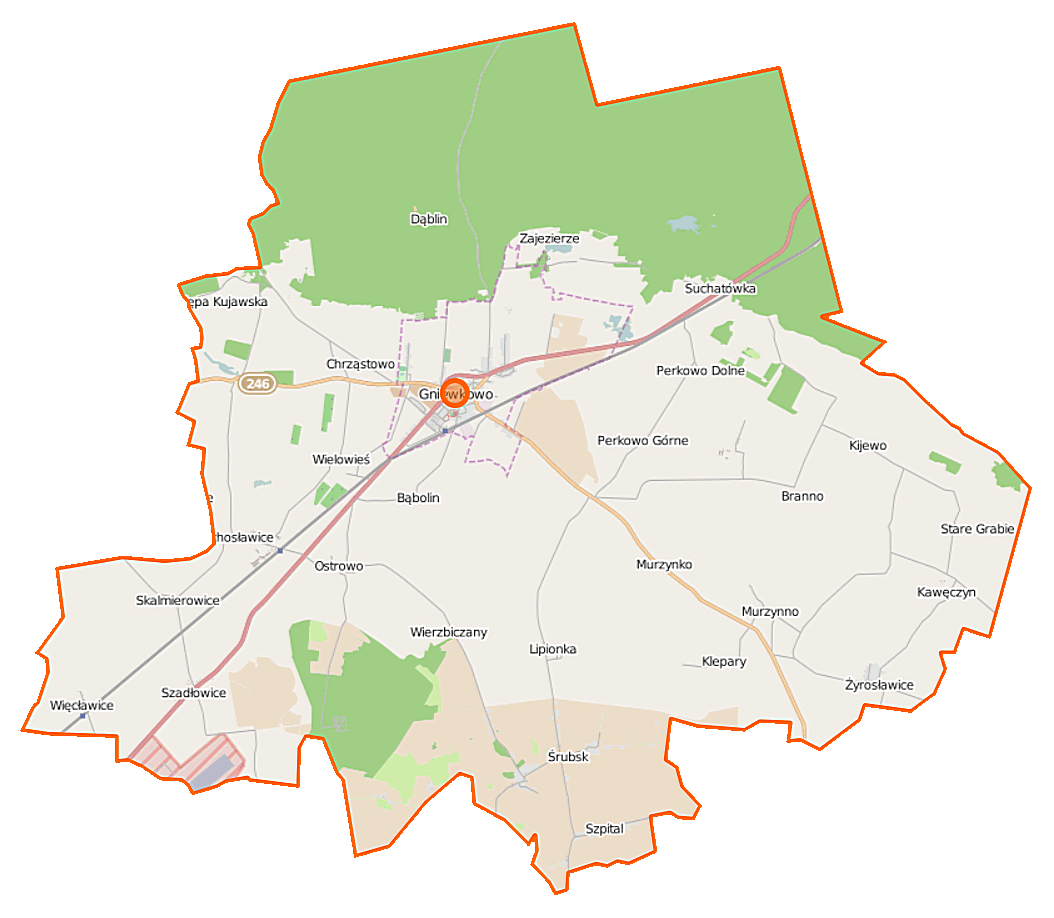
Carte de la gmina de Gniewkowo.

## Histoire
Les fouilles archéologiques montrent que le site était déjà occupé à l’âge du bronze. La première mention historique de la localité date de 1185. Elle reçoit les privilèges urbains vers 1268. En 1314, le duché de Siemomysl d’Inowrocław est divisé entre ses trois fils. Casimir hérite de la région de Gniewkowo qui devient un petit duché autonome. En 1332, pendant la guerre entre la Pologne et les Teutoniques, la place forte de Gniewkowo est assiégée. Ne voulant pas tomber entre les mains ennemies, Casimir abandonne la place après avoir incendié son château. Ce n’est qu’après l’accord de Kalisz de 1343 que Casimir récupère son duché.
En 1364/1365, Ladislas le Blanc donne Gniewkowo en gage à Casimir III le Grand. En 1408, la ville est le théâtre d’une rencontre entre Ladislas II Jagellon et les Chevaliers teutoniques sur la question de la région de Dobrzyń. De 1409 à 1411, la ville joue un rôle important dans le conflit opposant la Pologne à l’Ordre teutonique.
Au XVIe siècle, Gniewkowo connaît plusieurs incendies qui ravagent la ville et qui freinent son essor. Au XVIIe siècle, les épidémies et la guerre avec la Suède ruinent la ville.  
En 1772, après le premier partage de la Pologne, la ville est annexée par la Prusse (de 1807 à 1815, Gniewkowo fait partie du Duché de Varsovie). L’économie se développe. À partir de 1843, une route relie la ville à Inowrocław et à Toruń. Les Juifs et les Allemands deviennent de plus en plus nombreux. Parallèlement, la population polonaise souffre d’une politique de discrimination. Une grève générale éclate lorsque l’allemand devient la langue obligatoire pour le cours de religion. En 1908, toute la ville est électrifiée.   
Le 17 janvier 1920, après une année de combats, Gniewkowo rejoint la Pologne indépendante. La ville subit de plein fouet la crise économique que connaît la Pologne après la Première Guerre mondiale. À la veille de la Seconde Guerre mondiale, le taux de chômage est de 70 %.
Pendant la Seconde Guerre mondiale, 4 000 civils (originaires de Gniewkowo, Inowrocław, Bydgoszcz et Toruń) sont exécutés par les Nazis dans les bois entourant la ville. Gniewkowo est libéré par l’Armée rouge le 21 janvier 1945.

## Économie
Grandes entreprises :
- Bonduelle (industrie agroalimentaire)
- Cykoria S.A. (industrie agroalimentaire)
- Interlight Production and Selling (production de bougies)
- Cerama (secteur de la construction)
- Euro-Granit (secteur de la construction)
- Jerzy Rutkowski Ltd (production de chaudières)
- TG Tapicernia (production de meubles)
- Maciejczyk S. J. (production de meubles))